# Hypnum crassiusculum
Hypnum crassiusculum là một loài Rêu trong họ Hypnaceae. Loài này được Brid. mô tả khoa học đầu tiên năm 1812.